# Дубровська сільська рада (Алейський район)
Дубро́вська сільська рада (рос. Дубровский сельский совет) — сільське поселення у складі Алейського району Алтайського краю Росії.
Адміністративний центр — село Товста Дуброва.

## Населення
Населення — 781 особа (2019; 952 в 2010, 1148 у 2002).

## Склад
До складу сільської ради входять:
| Населений пункт       | Населення, осіб (2002) | Населення, осіб (2010) |
| --------------------- | ---------------------- | ---------------------- |
| Приятельський, селище | 298                    | 243                    |
| Товста Дуброва, село  | 523                    | 460                    |
| Уржум, село           | 327                    | 249                    |